# Tullgrenella peniaflorensis
Tullgrenella peniaflorensis is een spinnensoort in de taxonomische indeling van de springspinnen (Salticidae).
Het dier behoort tot het geslacht Tullgrenella. De wetenschappelijke naam van de soort werd voor het eerst geldig gepubliceerd in 1970 door María Elena Galiano.